# Порубський потік (притока Подградського потоку)
Порубський потік (словац. Porubský potok) — річка в Словаччині; ліва притока Подградського потоку. Протікає в окрузі Ілава.
Довжина — 9.7 км. Витікає в масиві Стражовске-Врхи на висоті 620 метрів.
Протікає територією села Горна Поруба і міста Ілава. Впадає у Подградський потік на висоті 239 метрів.